# Кулебовка
Кулебовка (укр. Кулебівка) — украинское село, в 1958 году присоединёно к городу Новомосковск Днепропетровской области.

## История
Название Кулебовка вероятней всего происходит от слова «кулеба», то есть густой кулеш (суп из пшена). Либо от имени русского барина, помещика и т. п. которых сюда массово заселяла Екатерина, дабы «размешать месных запорожских казаков и их вольницы». Скорее всего поэтому на картах Российской империи до 1864 года нет населенного пункта с названием Кулебовка.
Первые поселения на территории нынешней Кулебовки могли появиться ещё во второй половине 4-го тысячелетия до н. э. и относиться к так называемой животиловско-волчанской культуре, а также к другим более поздним культурам: катакомбной, срубной и марьяновской. В частности, ряд раскопок были проведены в 1932 году рядом с нынешней Кулебовкой во время строительства Новомосковского жестекатального завода.
В 1913 году в соответствии со справочником г. Новомосковска за тот же год (автор — Подковиров Н. Г.) население Кулебовки составляло 4592 чел. и в ней находилось две земские школы.
В декабре 1917 года, а затем повторно в июле 1918 года в Кулебовке был образован революционный комитет во главе с матросом Балтийского флота Омельяном Степановичем Чумаком (род. в с. Всесвятском). Его заместителем был И. Турченко (бывший политкаторжанин), членами комитета — местные жители Зений и Федор Жарко. Затем, после убытия Чумака в Курск по заданию партии, комитет возглавил Никита Макаров-Никитин (репрессирован в 1937 году, остался в живых). Комитет размещался в доме революционера Харлампия Волошина. Комитет принял активное участие в формировании партизанских отрядов в Казачьем гае (в советское время — Новомосковское войсковое лесное хозяйство, ныне известно как Новомосковский лес) для борьбы с австро-немецкими оккупантами.
В 1922 году в Кулебовке существовал сельсовет (на перекрёстке нынешних улиц Толстого и Кулебовской, несколько западнее от Мемориала погибшим в Великой Отечественной войне). Площадь Кулебовки в то время составляла 5640,5 га.
В 1930 году была развернута компания по ликвидации кулачества. Из Кулебовки, Животиловки и Вороновки в казахские степи было вывезено более 30 семей. С собой разрешалось брать только личные вещи. По состоянию на 1932 год в Кулебовке было два колхоза. В 1932—1935 годах рядом с Кулебовкой велось строительство жестекатального завода всесоюзного значения, позднее занимавшего первое место в СССР по объёмам выпуска жести различного назначения. В связи со строительством завода население Кулебовки и её территория существенно выросли.
До 1940 года все семь улиц в Кулебовке не имели официальных названий. Сами жители называли их по номерам: первая, вторая и т. д. Каждая улица также делилась на участки. В 1940 году улицам Кулебовки стали давать официальные названия. В частности, так называемая первая улица была названа Железнодорожной, так как находилась ближе всего к железной дороге. Даже в настоящее время, несмотря на появление других улиц, можно услышать их старую нумерацию, хотя она уже давно не соответствует действительности.
27 сентября 1941 года немецко-фашистские войска захватили Новомосковск и в тот же день под их контролем оказалась и Кулебовка. По воспоминаниям местных жителей (Прыщ Е. Д., Кондрушенко К. К., и др.), немцы были уже на территории жестекатального завода, а в саду на Железнодорожной улице советские солдаты, ничего не подозревая, беспечно варили себе обед. И только после гибели двух советских разведчиков (офицер и рядовой) на насыпи железной дороги, посланных для выяснения обстановки, наши подразделения начали спешно отходить в сторону Марьяновской горы. Погибшие первоначально были похоронены Кондрушенко К. К. на месте гибели у насыпи. В состав оккупационных войск входили немцы, итальянцы, румыны и венгры.
Первый раз Кулебовка была освобождена от немцев 19 февраля 1943 года 848-м стрелковым полком 267-й стрелковой дивизии, который наряду с Новомосковском смог освободить также северную и центральную часть Кулебовки. Но уже на следующий день немецко-фашистские войска неожиданно окружили советские войска. Попавшие в окружение, на помощь которым пришла часть местных жителей, держались исключительно стойко. В отдельных местах в районе Новомосковска бои шли до трёх дней. Все окружённые погибли или же были впоследствии расстреляны.
Окончательно Новомосковск, а в тот же день и Кулебовка, были освобождены 22 сентября 1943 года воинами 564-го стрелкового полка 195-й стрелковой дивизии. Основные бои разгорелись в районе Кулебовки на подступах к Марьяновской горе, где была развернута основная оборона немцев. В центре Кулебовки на углу улицы Кулебовской и переулка Волгоградского находится Мемориал погибшим в Великой Отечественной войне (скульптор И. Липович), на котором захоронено 112 человек (7 офицеров и 105 рядовых). На кладбище со стороны пер. Повстанческий находятся две братские могилы, где похоронено 21 чел., а на кладбище со стороны ул. Севастопольской — ещё одна братская могила, где покоится 19 чел.
За несколько дней до своего отступления немцы начали планомерное уничтожение всего недвижимого и движимого личного и государственного имущества в селе. В результате в Кулебовке было сожжено: полностью 803 частных дома и 32 колхозных постройки, частично — 276 частных домов. Многие улицы были сожжены полностью. Так, например, на втором участке нынешней ул. Академика Жлуктенко уцелел лишь один дом По воспоминаниям местных жителей, команды поджигателей возглавляли офицеры СС. В их состав, кроме незначительного количества немцев, входили предатели из числа калмыков и ингушей. Местных жителей немцы принуждали уходить на запад за р. Днепр. Однако строгого контроля за этим не было, поэтому жители покидали свои дома, но далеко не уходили. В тех, кто пытался спасти своё имущество от огня, поджигатели стреляли.
После освобождения от оккупации началось постепенное восстановление села. Уже в 1944 году в Кулебовке заработали промартель им. Кагановича (30 человек), промартель «Кооператор» (13 человек), швейная мастерская (9 человек) и шевская (сапожная) мастерская (8 человек).
Несмотря на близость к жестекатальному заводу, электричество в Кулебовке было проведено только в 1956 году, а газификация осуществлена в конце 1990-х годов.
В 1958 году село Кулебовка вошло в состав Новомосковска.

## Современность
Сейчас в Кулебовке насчитывается 29 улиц и 10 переулков.
В настоящее время в Кулебовке имеется три школы:
- Средняя общеобразовательная школа № 12 (ул. Толстого, 141).

Построена в 1969 году.
- Средняя общеобразовательная школа № 13 (ул. Спасская, 290). Построена в 1913 году. Отремонтирована после войны в 1950 году.
- Средняя общеобразовательная школа № 14 (ул. Юрченко, 24). Построена в 1959 году.

## Население
Большая часть жителей Кулебовки — украинцы и русские. Около 3 % населения Кулебовки составляют представители народности ромы (цыгане), начавшие селиться в Кулебовке с середины XX века.
Основная часть населения исповедует христианство. В настоящее время в Кулебовке находятся два храма:
- Церковь Покрова Пресвятой Богородицы, построенная в 1970 году (ул. Волгоградская, 290).
- Церковь Евангельских христиан-баптистов (пер. Академика Жлуктенко, 1-6).

Возле Мемориала погибшим в Великой Отечественной войне в центре Кулебовки строится храм в честь иконы Божией Матери «Самарская» (1736 г.).